# Kike Pérez
Kike Pérez (Toledo, 1997. február 14. –) spanyol korosztályos válogatott labdarúgó, a Venezia középpályása.

## Pályafutása

### Klubcsapatokban
Pérez a spanyolországi Toledo városában született. Az ifjúsági pályafutását az Odelot Toletum csapatában kezdte, majd a Rayo Vallecano akadémiájánál folytatta.
2015-ben mutatkozott be a Rayo Vallecano tartalékkeretében. 2017-ben a Lugóhoz igazolt. 2017 és 2019 között a Cerceda és a Real Valladolid csapatát erősítette kölcsönben. 2019. július 1-jén hatéves szerződést kötött az első osztályban szereplő Real Valladolid együttesével. Először a 2020. június 20-án, az Atlético Madrid ellen 1–0-ra elvesztett mérkőzés 75. percében, Matheus Fernandes cseréjeként lépett pályára. Első gólját 2021. december 3-án, a Huesca ellen idegenben 3–2-es vereséggel zárult találkozón szerezte meg. A 2021–22-es szezon második felében az Elchénél szerepelt kölcsönben. 2025. január 29-én két és fél éves szerződést írt alá az olasz Venezia csapatával.

### A válogatottban
Pérez az U18-as és az U19-es korosztályú válogatottakban is képviselte Spanyolországot.

## Statisztikák
2023. április 9. szerint
| Klub               | Szezon   | Osztály          | Bajnokság | Bajnokság | Kupa és Ligakupa | Kupa és Ligakupa | Nemzetközi | Nemzetközi | Összesen | Összesen |
| Klub               | Szezon   | Osztály          | Meccs     | Gól       | Meccs            | Gól              | Meccs      | Gól        | Meccs    | Gól      |
| ------------------ | -------- | ---------------- | --------- | --------- | ---------------- | ---------------- | ---------- | ---------- | -------- | -------- |
| Real Valladolid    | 2019–20  | La Liga          | 6         | 0         | 1                | 0                | —          | —          | 7        | 0        |
| Real Valladolid    | 2020–21  | La Liga          | 23        | 0         | 3                | 0                | —          | —          | 26       | 0        |
| Real Valladolid    | 2021–22  | Segunda División | 14        | 1         | 3                | 0                | —          | —          | 17       | 1        |
| Real Valladolid    | 2022–23  | La Liga          | 26        | 1         | 3                | 1                | —          | —          | 29       | 2        |
| Real Valladolid    | Összesen | Összesen         | 69        | 2         | 10               | 1                | 0          | 0          | 79       | 3        |
| Elche (kölcsönben) | 2021–22  | La Liga          | 12        | 2         | 0                | 0                | —          | —          | 12       | 2        |
| Összesen           | Összesen | Összesen         | 81        | 4         | 10               | 1                | 0          | 0          | 91       | 5        |

## Sikerei, díjai
Real Valladolid
- Segunda División
  - Feljutó (1): 2021–22